# Николаевское женское коммерческое училище
Николаевское женское коммерческое училище (1906—1914) — женское среднее специальное учебно-воспитательное заведение в Москве, дающие коммерческое образование

## История
Училище было основано Московским Биржевым обществом. При училище действовала 4-х классная женская торговая школа императора Николая II. Николаевское женское коммерческое училище располагалось на Новой Басманной улице, д. 20. В XXI веке это здание принадлежит ЦНИРТИ, который надстроил его три этажа ещё тремя.
Здание для женского училища было перестроено по проекту архитектора С. У. Соловьёва (1904). Председателем правления училища стал Н. А. Найдёнов (с 1906).
В 1919 году на базе Николаевского (женского) и Александровского (мужского) училищ был создан Государственный университет управления, ставший первым высшим учебным заведением в СССР, который начал готовить профессиональные кадры в области управления.